# Indigofera micrantha
Indigofera micrantha är en ärtväxtart som beskrevs av Ernst Meyer. Indigofera micrantha ingår i släktet indigosläktet, och familjen ärtväxter. Inga underarter finns listade i Catalogue of Life.

## Bildgalleri

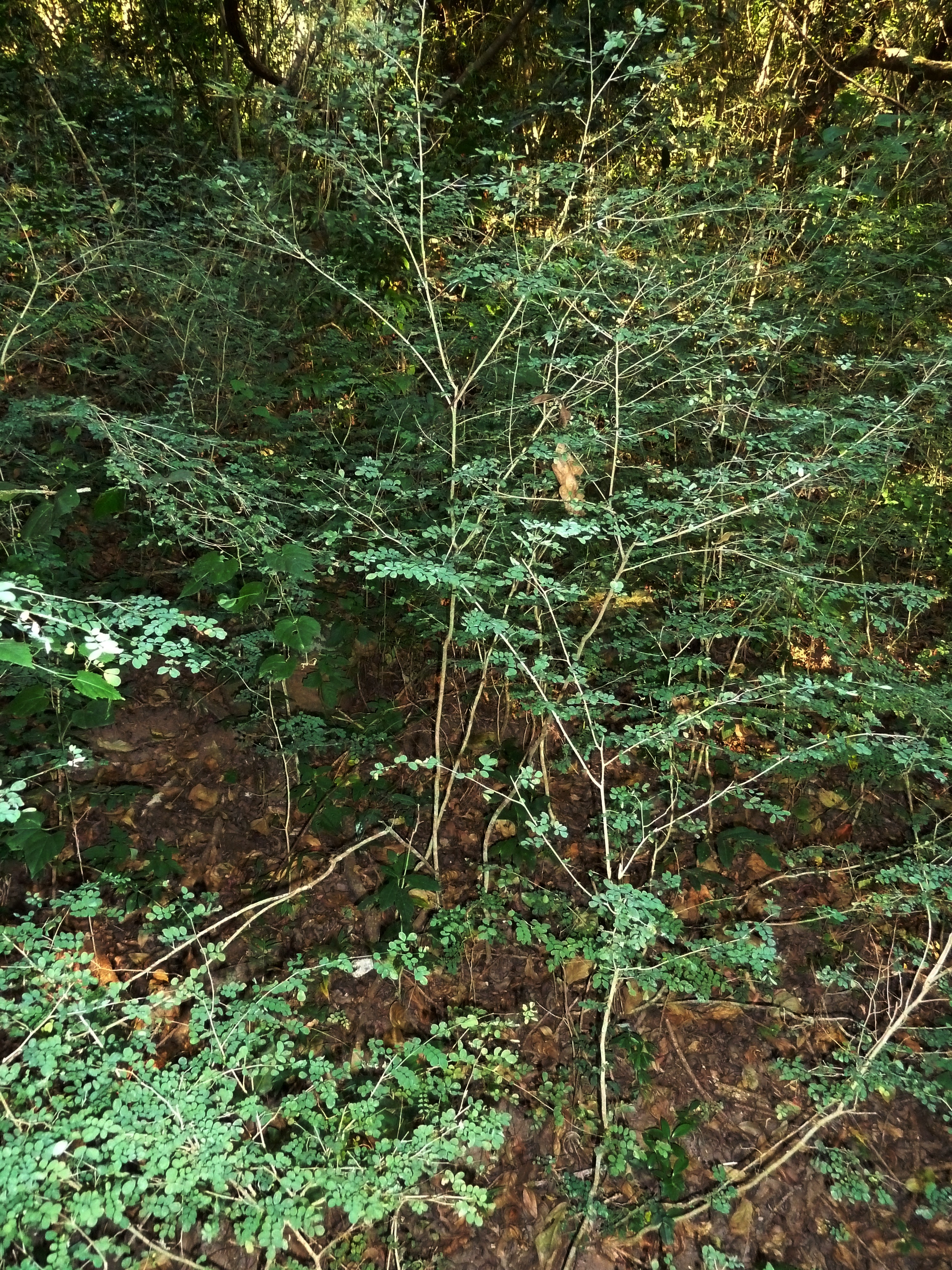